# غاومخل ايواني (مقاطعة غيلانغرب)
غاومخل‌ايواني (بالفارسية: گاومخل‌ایوانی) هي قرية تقع في منطقة مركزية ريفية في إيران. يقدر عدد سكانها بـ 138 نسمة بحسب إحصاء 2016.